# Izland a 2011-es úszó-világbajnokságon
Izland a 2011-es úszó-világbajnokságon hét úszóval vett részt.

## Úszás
Férfi
| Versenyző          | Esemény                      | Selejtező | Selejtező | Elődöntő          | Elődöntő          | Döntő             | Döntő             |
| Versenyző          | Esemény                      | Idő       | Helyezés  | Idő               | Helyezés          | Idő               | Helyezés          |
| ------------------ | ---------------------------- | --------- | --------- | ----------------- | ----------------- | ----------------- | ----------------- |
| Anton Sveinn McKee | Férfi 800 méteres gyorsúszás | 8:17.83   | 39        |                   |                   | Nem jutott tovább | Nem jutott tovább |
| Jakob Sveinsson    | Férfi 100 méteres mellúszás  | 1:01.51   | 27        | Nem jutott tovább | Nem jutott tovább | Nem jutott tovább | Nem jutott tovább |
| Jakob Sveinsson    | Férfi 200 méteres mellúszás  | 2:13.84   | 25        | Nem jutott tovább | Nem jutott tovább | Nem jutott tovább | Nem jutott tovább |

Női
| Versenyző                    | Esemény                     | Selejtező | Selejtező | Elődöntő          | Elődöntő          | Döntő             | Döntő             |
| Versenyző                    | Esemény                     | Idő       | Helyezés  | Idő               | Helyezés          | Idő               | Helyezés          |
| ---------------------------- | --------------------------- | --------- | --------- | ----------------- | ----------------- | ----------------- | ----------------- |
| Ragnheidur Ragnarsdottir     | Női 50 méteres gyorsúszás   | 25.57     | 21        | Nem jutott tovább | Nem jutott tovább | Nem jutott tovább | Nem jutott tovább |
| Ragnheidur Ragnarsdottir     | Női 100 méteres gyorsúszás  | 56.28     | 34        | Nem jutott tovább | Nem jutott tovább | Nem jutott tovább | Nem jutott tovább |
| Ingibjoerg Kristi Jonsdottir | Női 50 méteres hátúszás     | 29.66     | 35        | Nem jutott tovább | Nem jutott tovább | Nem jutott tovább | Nem jutott tovább |
| Eyglo Gustafsdottir          | Női 200 méteres hátúszás    | 2:15.16   | 30        | Nem jutott tovább | Nem jutott tovább | Nem jutott tovább | Nem jutott tovább |
| Erla Haraldsdottir           | Női 50 méteres mellúszás    | 32.10     | 17        | Nem jutott tovább | Nem jutott tovább | Nem jutott tovább | Nem jutott tovább |
| Erla Haraldsdottir           | Női 200 méteres vegyesúszás | 2:21.86   | 49        | Nem jutott tovább | Nem jutott tovább | Nem jutott tovább | Nem jutott tovább |
| Hrafnhildur Luthersdottir    | Női 100 méteres mellúszás   | 1:09.82   | 26        | Nem jutott tovább | Nem jutott tovább | Nem jutott tovább | Nem jutott tovább |
| Hrafnhildur Luthersdottir    | Női 200 méteres vegyesúszás | 2:18.20   | 26        | Nem jutott tovább | Nem jutott tovább | Nem jutott tovább | Nem jutott tovább |